# Molloy
Pour les articles homonymes, voir Molloy (homonymie).
Molloy est un roman de Samuel Beckett, écrit en français entre 1947 et 1948 et publié en 1951 aux éditions de Minuit.

## Structure
Premier volume de la trilogie romanesque, qui se poursuit avec Malone meurt et L'Innommable, Molloy présente deux parties bien distinctes, centrées sur deux personnages différents (Molloy et Moran).
Dans la première, le vieux solitaire Molloy nous raconte certains passages de sa vie, sous la forme de longues ressouvenances, accompagnées de vagues réflexions, de tentatives de comprendre avortées. Il est plus ou moins amnésique, paralysé d’une jambe, et bientôt des deux. Il désire rendre visite à sa mère, bien qu’on le voie à son chevet, mais sans qu’il sache si elle est vivante ou morte. Pour la voir, il décide de partir et enfourche sa bicyclette. On le suit au poste de police parce qu’il n’a pas voulu respecter les règles de circulation sur la voie publique ; chez une veuve, Lousse, dont il a écrasé le chien et qui l’a recueilli ; en pleine campagne, errant sans but. Au fur et à mesure de son récit, il tombe dans une inactivité, une inaptitude, une passivité physique, une attente des plus totales. Enfin, affamé, perclus de douleurs et ne pouvant plus ni pédaler ni marcher parce que son corps l’abandonne, il se retrouve dans une forêt, à se traîner, volontairement et avec plus ou moins de délices, par terre. Sa reptation l’amène par miracle ou par hasard à l’orée de la forêt, et il se laisse tomber dans une fosse profonde. Nous ne saurons rien de plus.
La seconde partie est narrée par Jacques Moran. Celui-ci se voit confier une mission par son supérieur hiérarchique, le mystérieux Youdi : retrouver Molloy (ou Mollose). C’est Gaber, le messager, qui vient porter l’injonction à Moran un dimanche après-midi. Après être allé communier avec le père Ambroise, Moran part avec son jeune fils au milieu de la nuit, fils qu’il élève seul et durement. Durant le trajet, la jambe de Moran est elle aussi frappée de paralysie. Obligé de s’arrêter, le père enjoint au fils de  trouver une bicyclette contre un peu d’argent. Dans l’attente, Moran tue un quidam de passage sans trop savoir comment. Au retour du fils, ils partent tous deux, le père sur le porte-bagages et le fils à la peine. Mais, un matin, au réveil, le fils a disparu. Gaber réapparaît et ordonne à Moran de retourner chez lui, alors que celui-ci est très diminué physiquement et épuisé. Revenu avec des grandes difficultés dans sa contrée au bout de six mois, il se rend compte que sa maison est abandonnée.
Les deux récits se répondent dans une série d'échos fuyants et indistincts, et sont composés de jeux de miroirs et de boucles.

## Écriture
Œuvre écrite en français au style très dépouillé, qui peut rendre son accès difficile, mais qui prend le lecteur aux je des personnages.
Dans ce livre, Beckett se plaît à bâtir un message qui s’annule constamment, affirme et nie en même temps. La défiance est générale puisque le langage lui-même se néantise dès lors qu'il est prononcé, comme dans les ultimes phrases du texte : « Il est minuit. La pluie fouette les vitres. Il n’était pas minuit. Il ne pleuvait pas. »
Dans sa forme narrative, l'écriture de Beckett semble bouleverser les structures et fonctions grammaticales usuelles. Comme il le fera dire à Malone dans Malone meurt : « Mes doigts aussi écrivent sous d'autres latitudes, et l'air qui respire à travers mon cahier et en tourne les pages à mon insu, quand je m'assoupis, de sorte  que le sujet s'éloigne du verbe, et que le complément vient se poser quelque part dans le vide, cet air n'est pas celui de cette avant dernière demeure, et c'est bien ainsi. » Cette phrase, qui est censée décrire un vieillard en plein délire, s'applique remarquablement bien au ton et à la forme employés dans Molloy, et de manière plus générale dans la trilogie Molloy / Malone meurt / L'Innommable.
Malgré la noirceur des thèmes traités (mort, sénescence, solitude...), Beckett parvient à teinter ses phrases d'humour et de poésie.